# Parque nacional Monte Clunie
El Parque Nacional Monte Clunie (Mount Clunie National Park) es un parque nacional en Nueva Gales del Sur (Australia), ubicado a 631 km al norte de Sídney. Se extiende hacia el oeste a lo largo de la Cordillera McPherson y en la gran Cordillera Divisoria, en áreas de los pueblos aborígenes Githabul y Muli Muli.